# Rimantas Velykis
Rimantas Velykis (* 25. Januar 1955 in Dvaralaukiai, Rajongemeinde Pasvalys; † 18. März 2025) war ein litauischer Politiker. Ab 1990 war er Mitglied der Lietuvos demokratinė darbo partija, ab 2000 der Lietuvos socialdemokratų partija.

## Leben
Nach dem Abitur an der Mittelschule Vaškai im Rajon Pasvalys absolvierte er 1978 das Diplomstudium der Agronomie an der Lietuvos žemės ūkio akademija. Von 1994 bis 1999 war er Vorstandsvorsitzende  der ŽŪB „Dviragis“, von 2003 bis 2007 stellv. Bürgermeister von Rokiškis, von 2007 bis 2008 Bürgermeister der Rajongemeinde Rokiškis.
Er war verheiratet. Mit Frau Vilija hat er die Tochter Jurgita und den Sohn Darius.